# Lanšperk (Svitavská pahorkatina)
Lanšperk (458 m n. m.) je vrch v okrese Ústí nad Orlicí v Pardubickém kraji. Leží v obci Lanšperk.

## Popis
Je zde kaple Nanebevzetí Panny Marie (na hlavním vrcholu) a zřícenina gotického hradu Lanšperk (na vedlejším jihozápadním vrcholu) .

## Geomorfologické zařazení
Geomorfologicky vrch náleží do celku Svitavská pahorkatina, podcelku Českotřebovská vrchovina, okrsku Hřebečovský hřbet a podokrsku Lanšperský hřbet.